# Henri Regnault
Alexandre Georges Henri Regnault (París 31 de octubre de 1843 - Rueil-Malmaison 19 de enero de 1871 (en la Batalla de Buzenval) fue un pintor orientalista francés.

## Biografía
Hijo del químico Henri Victor Regnault, Henri Regnault se inició en la escultura a los 14 años. Se convirtió en alumno de Louis Lamothe y de Alexandre Cabanel en pintura después de haber sido alumno en el instituto Henri-IV de París.
Después de cinco intentos, obtuvo el Premio de Roma 1866 con el cuadro Tetis trayendo a Aquiles las armas forjadas por Vulcano. Durante el curso de su estancia en Italia partió hacia España. Su obra sigue el choque de este descubrimiento: en Madrid, asistió a la revolución carlista, al triunfo del general Prim, a la salida de España de la reina Isabel II. Apuntó en cuadernillos sus impresiones. Su descubrimiento de la Alhambra de Granada le marcó fuertemente. 
En el salón de 1870 su General Prim (hoy en París, en el Museo de Orsay) y su Salomé fueron presentados con éxito. Théophile Gautier escribió: «Prim es toda España, Salomé es todo el Oriente».
De España pasó a Marruecos en diciembre de 1869 con su amigo el pintor Georges Clairin, donde alquiló una casa en Tánger. Allí pintó Ejecución sin juicio bajo los reyes moros de Granada, cuadro orientalista de gusto exótico, hoy en el Museo de Orsay.
De regreso en Francia para la guerra de 1870, se enroló con los francotiradores con el escultor Émile Joseph Nestor Carlier. Encontró la muerte a los 27 años en la batalla de Buzenval el 19 de enero de 1871, alcanzado en la sien por una bala prusiana. 
Quería, después de la guerra, visitar la India y luego instalarse en Tánger, donde había comprado con Georges Clairin un terreno con vistas al zoco donde planeaban construir una casa y un taller. 
El compositor Camille Saint-Saëns le dedicó su Marcha Heroica (1871).
Una colección privada conserva su retrato, pintado por Nicolas Escalier (1843-1920).

## Obras
- Retrato de Jean-Baptiste Biot (1774-1862), 1862, (Palacio de Versalles)[2]
- Retrato de Roger Portalis, 1864
- Retrato de Mme Fouques-Duparc, 1867, (Musée national du château de Compiègne)
- Naturaleza muerta, 1867 (Museo de Grenoble)
- Retrato de Mme Louvancour, madrastra de M. Arthur Duparc, (dibujo), (Museo del Louvre, départamento de artes gráficas)
- Jeune Portefaix à Malte, 1867, (Museo Magnin, Dijon)
- Automedonte con los caballos de Aquiles, 1868, (Museum of Fine Arts Boston)
- Retrato del general Prim, 1868, (Museo de Orsay)
- La Condesa de Barck, vestida a la española, 1869, (Museo de Orsay)
- Ejecución sin juicio bajo los reyes moros de Granada, 1870, (Museo de Orsay)
- Salomé, 1870, (Metropolitan Museum of Art)
- Fantasía, caballero árabe, 1876
- La Corte de embajadores en la Alhambra, (dibujo), (Museo del Louvre, departamento de artes gráficas)
- Entrada de ciudad en el Magreb, (óleo/papel), (Museo del Louvre, departamento de artes gráficas)
- Escena histórica, (Museo de Orsay)
- Veturia a los pies de Coriolano, (dibujo), (Museo del Louvre, departamento de artes gráficas)
- Vista del château d'Arques, (dibujo), (Museo del Louvre, departamento de artes gráficas)
- La partida de Germánico

## Galería

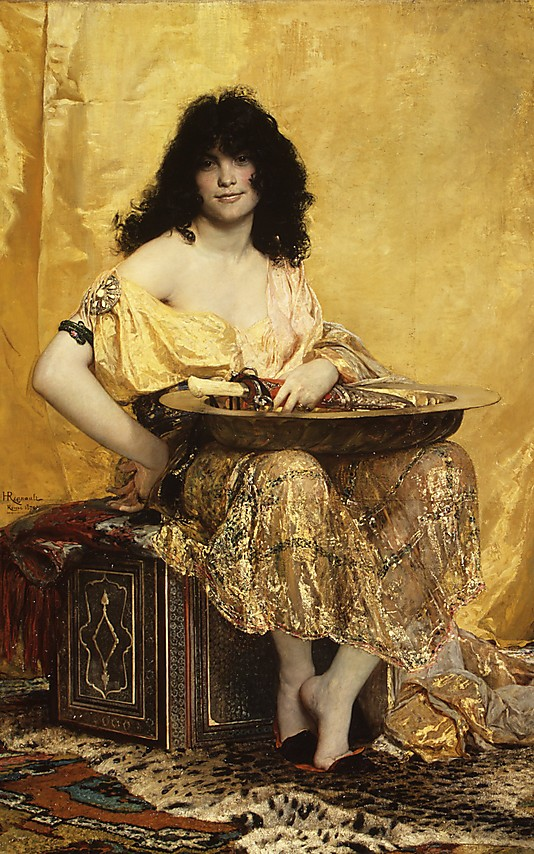
Salomé, 1870, Metropolitan Museum of Art.
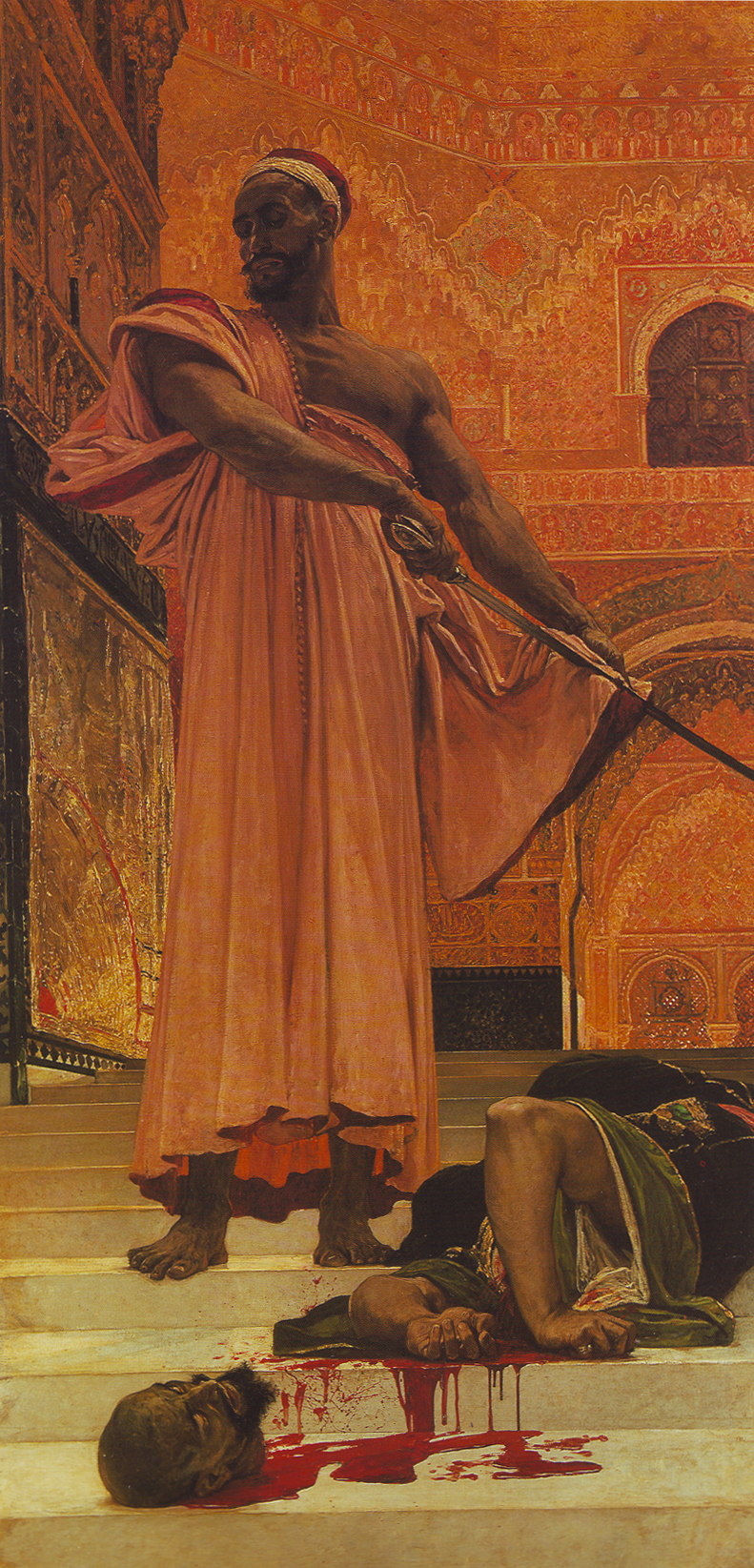
Ejecución sin juicio bajo los reyes moros de Granada, 1870, Museo de Orsay.
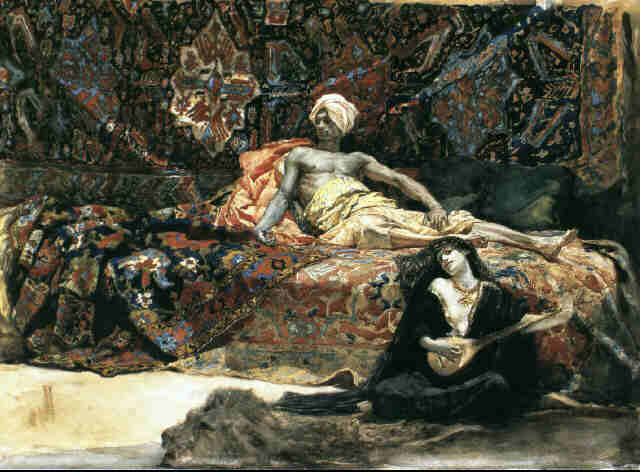
Hassan y Namouna (1870).